# Loitzendorf
Loitzendorf è un comune tedesco di 621 abitanti, situato nel land della Baviera.